# Wapen van De Tike

Wapen van De Tike

Het wapen van De Tike is het dorpswapen van het Nederlandse dorp De Tike, in de Friese gemeente Smallingerland. Het wapen werd in 2014 geregistreerd.

## Beschrijving
De blazoenering van het wapen luidt als volgt:
In rood drie zilveren punten, boven vergezeld van een zilveren ploeg; een groene schildvoet met een zilveren pompeblêd.
De heraldische kleuren zijn: keel (rood), zilver (zilver) en sinopel (groen).

## Symboliek
- Rood veld: duidt op de heide die in het gebied aanwezig was.[1]
- Zilveren punten: staan voor de eenvoudige plaggenhutten van de bewoners van de heide.[1]
- Ploeg: symbool voor de ontginning van de heide.[1]
- Groen veld: verwijst naar het grasland in de omgeving van het dorp.[1]
- Pompeblêd: symboliseert het meer De Leijen waar het dorp bij gelegen is.[1]

## Zie ook

Vlag van De Tike